# 民主主義回復フォーラム・アシリ
民主主義回復フォーラム・アシリ（みんしゅしゅぎかいふくフォーラム・アシリ、民主回復フォーラム・アシリ、英語: Forum for the Restoration of Democracy – Asili）は、ケニアの政党。通常、FORD-Asili（フォード・アシリ）やFORD-Aの略称で呼ばれる。 「アシリ」はスワヒリ語で「元祖」「本家」「オリジナル」の意。
FORD-Asiliの起源は1991年に複数政党制を求めて結成された政治運動（のちに政党）である民主主義回復フォーラム（FORD）である。民主化の進展に伴い全国規模の政党に成長するが、総選挙を目前に路線対立が先鋭化し、1992年8月、2つの派閥に分かれた。
長老政治家ジャラモギ・オギンガ・オディンガを中心とするオディンガ・キジャナ派（またはFORD-Agip）はナイロビ、ハイレ・セラシエ大通りにある元の党本部（アジップ館、Agip House）に残り、一方ケネス・マティバ、マーティン・シククら（FORD-Muthithi）はナイロビ郊外のウェストランズに移った。
結局、1992年ケニア総選挙を前に党は、ジャラモギ・オギンガ・オディンガを中心とする民主主義回復フォーラム・ケニア（FORD-K）とケネス・マティバを中心とする民主主義回復フォーラム・アシリ（FORD-A、FORD・アシリ）に分裂した。FORD・アシリはケネス・マティバを大統領候補に擁立したが野党分裂の影響もあり、現職のダニエル・アラップ・モイ大統領の再選を許した。また、議会選挙では中央州ムランガ県や東部州、西部州で票を集め、31議席を獲得した。
1997年、ケネス・マティバとマーティン・シククが大統領選挙などをめぐって対立し、シククが党の大統領候補となったが、党勢は凋落し、シククの得票率はわずか0.6パーセントに終わった。議会選挙でも1議席を得るにとどまった。 
2002年ケニア総選挙では、議会選挙で212議席中、2議席を得るにとどまった。大統領選挙では候補者を擁立せず、ムワイ・キバキ候補を支持した 。 
2007年ケニア総選挙でも、現職のキバキ大統領を支持した。議会選挙ではジョン・カウリキが当選し1議席を得た。なお、キバキ支持の方針に反対したケネス・マティバは独自に大統領選挙に立候補したものの得票率は0.081パーセントに過ぎなかった。